# José Larduet
José Ángel Larduet Gómez (Santiago di Cuba, 23 febbraio 1990) è un pugile cubano, della categoria dei pesi massimi, vincitore della medaglia di bronzo ai mondiali di Milano 2009.

## Carriera dilettantistica
Larduet Gómez ha partecipato ad una edizione dei giochi olimpici (Londra 2012) e a due dei campionati del mondo (Milano 2009, Baku 2011), oltre che una edizione della coppa del mondo di pugilato.

### Principali incontri disputati
Statistiche aggiornate al 24 settembre 2012.
| Evento    | Edizione    | Categoria             | Trentaduesimi                    | Sedicesimi                    | Ottavi                               | Quarti                                 | Semifinale                       | Finale          | Pos. | Note  |
| --------- | ----------- | --------------------- | -------------------------------- | ----------------------------- | ------------------------------------ | -------------------------------------- | -------------------------------- | --------------- | ---- | ----- |
| Mondiali  | Milano 2009 | Mediomassimi (-81 kg) | Bye                              | Robert Brant ( USA) V 17-8    | Revaz Karelishvili ( Georgia) V 15-5 | Carlos Gongora ( Ecuador) V 10-6       | Artur Beterbiev ( Russia) P 6-10 | non qualificato |      | [ 1 ] |
| Mondiali  | Baku 2011   | Massimi (-91 kg)      | Lubos Velecky ( Rep. Ceca) V RSC | Kenneth Egan ( Irlanda) V RET | Stjepan Vugdelija ( Croazia) V RSC   | Teymur Mammadov ( Azerbaigian) P 20-24 | non qualificato                  | non qualificato | 5º   | [ 2 ] |
| Olimpiadi | Londra 2012 | Massimi (-91 kg)      | N.D.                             | N.D.                          | Ali Mazaheri ( Iran) V DSQ           | Clemente Russo ( Italia) P 10-12       | non qualificato                  | non qualificato | 5º   | [ 3 ] |